# Zieria oreocena
Zieria oreocena är en vinruteväxtart som beskrevs av J.A.Armstr.. Zieria oreocena ingår i släktet Zieria och familjen vinruteväxter. Inga underarter finns listade i Catalogue of Life.